# 아스파크
주식회사 아스파크(일본어: 株式会社アスパーク 가부시키가이샤 아스파쿠[*], 영어: Aspark Co., Ltd.)는 일본의 인재파견업 아웃소싱 회사이다. 특이사항으로는 자사 단독 개발 전기자동차 모델'아울(Owl)'의 제작 이력이 있다.

## 연혁
- 2014년 1월 10일: 회사 설립[1]

## 생산 차종
- 아스파크 아울